# Rascal Flatts
Rascal Flatts es una banda estadounidense de estilo Country Rock fundada en Columbus, Ohio. Desde su creación, Rascal Flatts ha estado compuesta por tres miembros: Gary LeVox (voz principal), Jay DeMarcus (bajo eléctrico, piano, voz, batería), y Joe Don Rooney (guitarra eléctrica principal, bajo eléctrico, mandolina, voz).
Rascal Flatts ha publicado cinco álbumes de estudio y un álbum de grandes éxitos, todos en Lyric Street Records. Sus dos primeros álbumes, "Rascal Fratts" del 2000 y "Melt" del 2002, se han certificado 2 × Multi-Platino y 3 × Multi-Platino, respectivamente, en los Estados Unidos, mientras que "Feels Like Today" del 2004 y "Me and My Gang" del 2006 han recibido 5 × Multi-Platino y 4 × Multi-Platino certificaciones respectivamente. "Still Feels Good" del 2007, ha sido certificado 2 × Multi-Platino. Su último álbum, "Unstoppable", se lanzó el 7 de abril de 2009.
También han publicado veintiséis solos en el top 20 de la listaBillboard Hot Country Songs, entre ellos doce nº1. Una versión de Tom Cochrane: "Life Is a Highway", de la banda sonora de la película del 2006 Cars, también entró en la música Country. Su más larga duración en el puesto nº1 ha sido por la canción "Bless the Broken Road" (a finales del 2004 e inicios del 2005) por cinco semanas, mientras que su más grande solo es "What Hurts the Most", que encabezó the Hot Country Songs y Adult Contemporary charts en el 2006, y llegó a estar en el número 6 en The Billboard Hot 100. También fueron partícipes en la banda sonora de Hannah Montana: The Movie con la canción "Backwards" en versión acústica.  En el año 2010 participaron en el episodio 14 de la temporada 10 de la serie CSI: Las Vegas, llamado “Unshockable”, como referencia a su canción “Unstoppable”.

## Historia
Rascal Flatts fue fundada cerca de Columbus, Ohio; Gary LeVox y Jay DeMarcus son primos segundos. James Otto, el cuñado de DeMarcus, es también un artista de música Country. DeMarcus se mudó a Nashville en 1992, ganando su primer contrato discográfico, como parte de un grupo cristiano llamado "East to West". En 1997, él convenció finalmente a LeVox de dejar atrás su trabajo en el Departamento de Retraso Mental de Ohio, para seguir sus sueños musicales.
Pronto, DeMarcus se unió a la banda de Chely Wright, y allí conoció a Joe Don Rooney. DeMarcus y LeVox estaban trabajando en una imprenta del Club Nocturno Alley, y cuando su guitarrista de tiempo parcial no pudo tocar una noche, DeMarcus invitó a Rooney a sentarse y tocar; eventualmente, tomaron el nombre de Rascal Flatts, y juntos comenzaron a trabajar para obtener un contrato con Lyric Street Records a finales de 1999.
El 7 de enero de 2020, la banda anunció que se disolverían después de una gira de despedida después de 21 años juntos. El 19 de mayo de 2020, la gira de despedida se pospuso indefinidamente debido a la pandemia de COVID-19.

## Carrera musical

### Rascal Flatts
A principios del 2000, el grupo hizo su debut con su sencillo "Prayin' for Daylight". Esta canción, alcanzó el nº3 en Billboard Country Charts. Este fue el primero de cuatro éxitos de su debut autitulado, que se publicó a principios del 2000 en Lyric Street. Tras "Prayin' for Daylight", fueron "This Everyday Love", "While You Loved Me" y "I'm Movin'n On" llegaron a un máximo de nº9, nº7 y nº4 en las listas  del país respectivamente. "I'm Movin' On" fue galardonado como Canción del Año por la "Academy of Country Music" en el 2002.

### Melt
"Melt" fue el título de su segundo álbum, lanzado en el 2002. A diferencia de su álbum anterior, Rascal Flatts coprodujo Melt. Su primer sencillo, "These Days", también se convirtió en su primer nº1 de la lista country. Esta canción fue seguida por "Love You Out Loud" en el nº3, "I Melt" en el nº2, y "Mayberry", su segundo nº1. "Melt" presentó un polémico video musical que incluyó desnudos parciales y, como resultado, fue prohibido por la red Great American Country.

### Feels Like Today
El tercer álbum de Rascal Flatts se tituló "Feels Like Today", y fue lanzado a finales del 2004. Aunque su pista de título cayó rápidamente en el nº9, siguió "Bless the Broken Road" como el mayor nº1, con un plazo de cinco semanas encabezando las listas del país. Esta canción ya había sido registrada por Marcus Hummon (que la co-escribió con Jeff Hanna de la banda "Nitty Gritty Dirt"), y anteriormente había sido un sencillo nº42 en 1998 por Melodie Crittenden. "Bless the Broken Road"  llevó al grupo a listas de Adult Contemporary por primera vez, alcanzando allí el nº20.

### Me And My Gang
El decimotercer sencillo en listas de Rascal Flatts, "What Hurts the Most", fue lanzado en diciembre de 2005. Esta canción, que anteriormente había sido registrada por Mark Wills en el 2003, fue el primer sencillo de su cuarto álbum del 2006, titulado Me and My Gang. Este álbum también incluía un nuevo productor: Dann Huff. "What Hurts The Most" fue un éxito cruzado, no sólo en el gasto de cuatro semanas en la parte superior de las listas del país, sino también superando los  Adult Contemporary charts, y alcanzando el Top Ten en el Billboard Hot 100. Esta canción fue seguida por la pista nº6 con el nombre del título, y luego otros dos nº1 con "My Wish" y "Stand". También en el 2006, el grupo entró en el Top Ten del Billboard Hot 100, con la canción: "Life is a Highway", que grabó para la película de Disney-Pixar, Cars. Aunque "Life is a Highway" no se lanzó en las radios de música country, varias estaciones comenzaron a poner la canción, haciendo que llegara al nº18 en música country, mientras que "My Wish" era también parte de la escala.
"Me And My Gang" presentó el mayor debut de EE.UU. del 2006, con 722.000 unidades vendidas en abril. El álbum pasó 15 semanas como el álbum número uno en el Billboard Country Charts y fue el segundo álbum más vendido de 2006 (detrás de High School Musical), con ventas de un total de 3,5 millones de fin de año. El éxito del álbum llevó a la banda a tomar el lugar del grupo musical y/o artista más vendido de todos los géneros de la música, que no se había logrado en 15 años en un grupo de países.

### Still Feels Good
Carrie Underwood y Rascal Flatts participaron juntos en la ceremonia de los premios Grammy del 2007. Más tarde en ese mismo año, el sencillo "Take Me There", una canción que Kenny Chesney co-escribió y había pervisto inicialmente para grabar por sí mismo alcanzó el número 1 en  septiembre de ese mismo año, este fue el primer sencillo de su álbum "Still Feels Good". Fue seguido por "Winner at a Losing Game" y la balada "Every Day", que alcanzó el nº2. El cuarto sencillo de Still Feels Good, titulado "Bob That Head", se convirtió en su primer lanzamiento oficial en perder el Top Ten, quedando en el nº15. La última canción del quinto álbum de los Rascal Flatts, "Here", se convirtió en el noveno  hit #1  en  la tabla de posiciones de la tercera semana de enero de 2009.

### Greatest Hits Vol. 1
Rascal Flatts lanzó el 28 de octubre de 2008 su primer álbum de grandes éxitos, "Greatest Hits Vol. 1". El álbum contiene 13 de sus más grandes canciones, empezando por "Prayin' for Daylight" y "Life is a Highway". La edición limitada del álbum de dos discos contiene tres canciones navideñas: "White Christmas", "Jingle Bell Rock" y "I'll Be Home for Christmas".

### Unstoppable
Rascal Flatts lanzó el primer sencillo "Here Comes Goodbye" de su álbum "Unstoppable", a la radio el 20 de enero de 2009, y el álbum completo fue lanzado el 7 de abril. La canción fue coescrita por el finalista de la 6ª temporada de American Idol: Chris Sligh. Un segundo sencillo fue "Summer Nights", que fue lanzado a principios de mayo de 2009 y alcanzó el nº7. Coescrita por Gary LeVox, debutó en el nº57 y terminó en el nº2 de las más pedidas del país. Rascal Flatts presentó "Summer Nights" en los CMT Music Awards, kickoff party de Oprah, y en la final de "America's Got Talent". El tercer sencillo del álbum "Why" se situó en el nº18 de música country. Los Flatts presentaron "Why" en The Tonight Show con Conan O'Brien.